# 東プロイセン
- 東プロイセン
- 東プロシア
- オストプロイセン

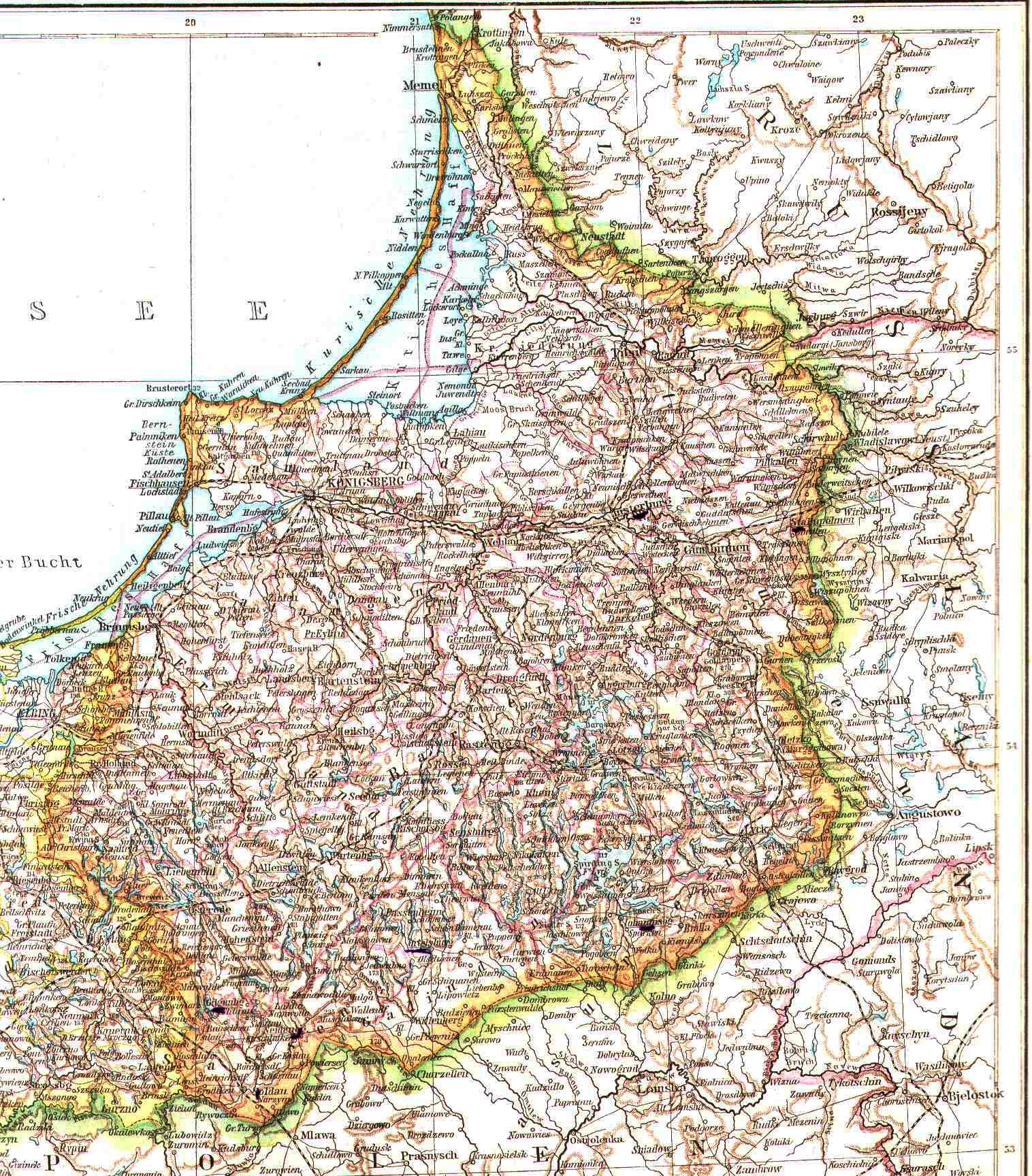
1881年の東プロイセン地図

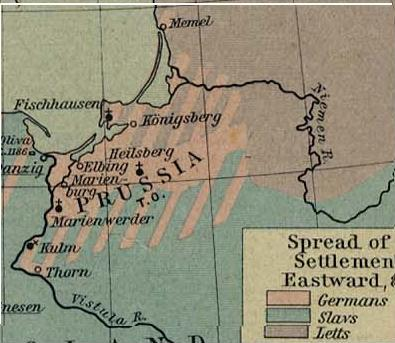
14世紀の東プロイセン

東プロイセン（ひがしプロイセン、ドイツ語: Ostpreußen、ポーランド語: Prusy Wschodnie、ロシア語: Восточная Пруссия、リトアニア語: Rytų Prūsija、英語: East Prussia）は、ヨーロッパのバルト海の南岸にある地域の歴史的な地名である。ワイクセル川（ヴィスワ川）とメーメル川（ネマン川）に挟まれている。「プロイセン」を英語表記とした東プロシア、あるいは「東」をドイツ語表記としたオストプロイセンとしても知られている。首都は、ケーニヒスベルク。
東プロイセンは、バルト民族のプルーセン人が住み、13世紀に十字軍運動によりドイツ騎士団によって征服され、ドイツ騎士団国となった。ドイツ騎士団国は1525年にプロイセン公国となり、プロイセン公国は1701年に王国へ昇格した。1772年、ポーランド・リトアニア共和国の分割で西プロイセンすなわち王領プロイセン（ポーランド王国領であった）もプロイセン王国領となると、それまで飛び地だった東プロイセンは王国の残りの部分と陸続きになった。1871年、ドイツ帝国が成立すると、東プロイセンもその一部となった。
第一次世界大戦後、ヴェルサイユ条約で、西プロイセンがポーランド領（ポーランド回廊）となると、東プロイセンは再び飛び地となった。またこのとき、メーメルが分割されてリトアニア領となっている。第二次世界大戦まではワイマール共和国のプロイセン自由州北東端の地域であった。ナチス・ドイツが第二次世界大戦に敗れると、東プロイセンはソ連とポーランドによって分割された。ソ連領となった部分はソ連崩壊後、さらにロシアとリトアニアに分割された。
そのため、現在はポーランド、ロシア、リトアニアに属している。

## 歴史

### ドイツ騎士団
プロイセンにはゲルマン民族やスラブ民族とは異なるバルト民族のプルーセン人が住み、古プロイセン語が話されていた。
1226年、ポーランドのコンラト1世は異教徒プルーセン人に対する征討と教化に手を焼いて、クルムラント領有権と引き換えに当時ハンガリーにいたドイツ騎士団を招聘した。騎士団は征服し、教皇の名の下でプロイセンを統治し布教した。プルーセン人はカトリックに改宗し、ドイツ騎士団国となった。ドイツ人の東方植民によりドイツ系住民が増大した。ドイツ人人口が大多数となり、何世紀かの間にプルーセン人はドイツ化し、少数民族にはポーランド人とリトアニア人がいた。プレーゲル川の河口の港町ケーニヒスベルク（ハンザ同盟都市）は、琥珀など流域の物資を集散しバルト海を通じて交易するこの地域の中心都市として繁栄していた。
ドイツ騎士団はマリーエンブルクにマリーエンブルク城を建て本拠地とし構えた。農民やスラブ人達はしばしばドイツ騎士団の支配に対して反乱を起こした。
1525年、ドイツ騎士修道会総長でホーエンツォレルン家のアルブレヒト・フォン・ブランデンブルクはプロテスタントに改宗し、世俗の「プロイセン公」となってドイツ騎士団国の東プロイセンにプロイセン公国を創設した。

### 王領プロイセン
1410年のグルンヴァルトの戦い（タンネンベルクの戦い）とこれに続く15世紀前半の戦争を経てドイツ騎士団国家は弱体化した。1440年には都市、諸侯、（ドイツ騎士団に属さない）僧侶がドイツ騎士団に反発してプロイセン連合を結成しポーランド王国と同盟した。1466年の和睦（第二次トルンの和約）でドイツ騎士団は西プロイセンをポーランドに譲り、東プロイセンはポーランド国王の宗主権下に入って王領プロイセン（1466年 - 1772年）となった。プロイセン連合加盟の諸都市や諸侯の自治権が勝利者のポーランド王国によって保障された。
1558年、イヴァン4世がリヴォニア戦争を起こす。1561年、テッラ・マリアナが分割され、プロイセン公国の影響下から離脱。1618年にプロイセン公の後継者が絶えると、ブランデンブルクを領地とする同族のブランデンブルク選帝侯ヨーハン・ジギスムント（在位1608-1619）がプロイセン公を兼ねる同君連合体制となり、ポーランド国王の宗主権下に東プロイセンを統治した。この頃からスウェーデンがバルト海に勢力を伸張し、東プロイセンにも影響を与え、1626年には、スウェーデン王グスタフ2世アドルフによって一時制圧された。

### プロイセン王国
1660年には、フリードリヒ・ヴィルヘルム大選帝侯が東プロイセンをポーランド国王の宗主権から解放し、1680年までにスウェーデンの影響力を完全に排除した。そして1701年、大選帝侯の子ブランデンブルク選帝侯フリードリヒ3世はケーニヒスベルクに赴き、フリードリヒ1世としてプロイセン王に即位、プロイセン公国は｢プロイセン王国｣となった。ホーエンツォレルン家の主な領土はベルリンを中心としたブランデンブルク選帝侯領であったが、飛び地の東プロイセンは名目上神聖ローマ帝国の範囲外であり、ここでなら皇帝の臣下である選帝侯フリードリヒ3世も王となることができたのである。
1701年にプロイセン王国がマズルィを併合。北方大戦争におけるペストの発生（1709年 - 1711年）で人口の1/3が死亡した。1727年にザルツブルク大司教フィルミアン男爵レーオポルト・アントン・エロイテリウス（在位：1727年 - 1744年）が凄惨な新教徒迫害（de:Salzburger Exulanten）を実施し、追放された新教徒を東プロイセンが受け入れた。1772年プロイセン王フリードリヒ2世（大王）はポーランド分割において、西プロイセンを併呑してブランデンブルクと東プロイセンが地続きとなり飛び地を解消すると、翌年東プロイセン州（1773年 – 1829年）と西プロイセン州に変更した。また、カトリック人口の多い王領プロイセンの属領ヴァルミアがプロイセン王国に併合された。
1806年にナポレオンは、第三次対仏大同盟に勝利してオーストリア帝国とプレスブルクの和約を締結し、神聖ローマ帝国が崩壊して親仏のライン同盟が結成された。中立の立場をとっていたプロイセン王国は、北ドイツからドイツ各地に勢力を広げ始め、ブランデンブルクは1806年にブランデンブルク州となった。ポメラニアは、1814年のキール条約でデンマーク＝ノルウェーを解体したスウェーデンがノルウェーを獲得する引き替えに代償として譲渡する事とされていたが、ウィーン会議（1814年 - 1815年）でプロイセン王国に割譲された。1829年、東プロイセン州と西プロイセン州が合併し、プロイセン州（1829年 - 1878年）となった。1866年の普墺戦争にプロイセン王国が勝利し、オーストリア帝国を盟主とするドイツ連邦（1815年 - 1866年）が解体され、1867年に北ドイツ連邦（1867年 - 1871年）が成立。
18世紀後半にはそれまで宗教改革派の拠点であったケーニヒスベルク大学で哲学者のカントやヨハン・ゴットフリート・ヘルダーが教授となった。

### ドイツ帝国
1871年1月18日にはついにプロイセン王がドイツ皇帝に即位し、バイエルン王国を独立した邦領として加えドイツ帝国（1871年 - 1918年）が誕生する。普仏戦争（1870年7月19日 - 1871年5月10日）でプロイセンがフランス帝国に勝利。1878年4月1日、プロイセン州は東プロイセン州（1878年 – 1945年）と西プロイセン州に再び分離された。教育でもポーランド語やリトアニア語は排除され、ドイツ語のみが許可され、ドイツ化が進んだ。
1888年にヴィルヘルム2世が即位するとビスマルクを更迭して親政を開始し、帝国主義政策を実行した。その結果、周辺国との軋轢を生んでビスマルク体制を破綻させ、第一次世界大戦に突入した。第一次世界大戦初期において侵攻してきたロシア軍に対しドイツ軍がタンネンベルクの戦いで勝利した。ドイツは戦線を東プロイセンの外へ押し戻したものの、東プロイセンの町の多くが破壊され復興には長い期間がかかった。大戦後は一時、バルト反革命軍の基地となった。

### ヴァイマル共和国
戦間期には、ヴェルサイユ条約により西プロイセン及びポメラニア（ポーランド回廊）が独立したポーランドへ割譲され、また東プロイセンはメーメル地区を失ったことでまた飛地となった。1918年、ヴァイマル共和国（1919年 - 1933年）の下ではプロイセン自由州（1918年 - 1935年）となった。1932年のフランツ・フォン・パーペンによるプロイセン・クーデターは、戦間期の終焉をもたらし、1933年のヒトラー内閣による政権奪取に繋がった。

### ナチス・ドイツ

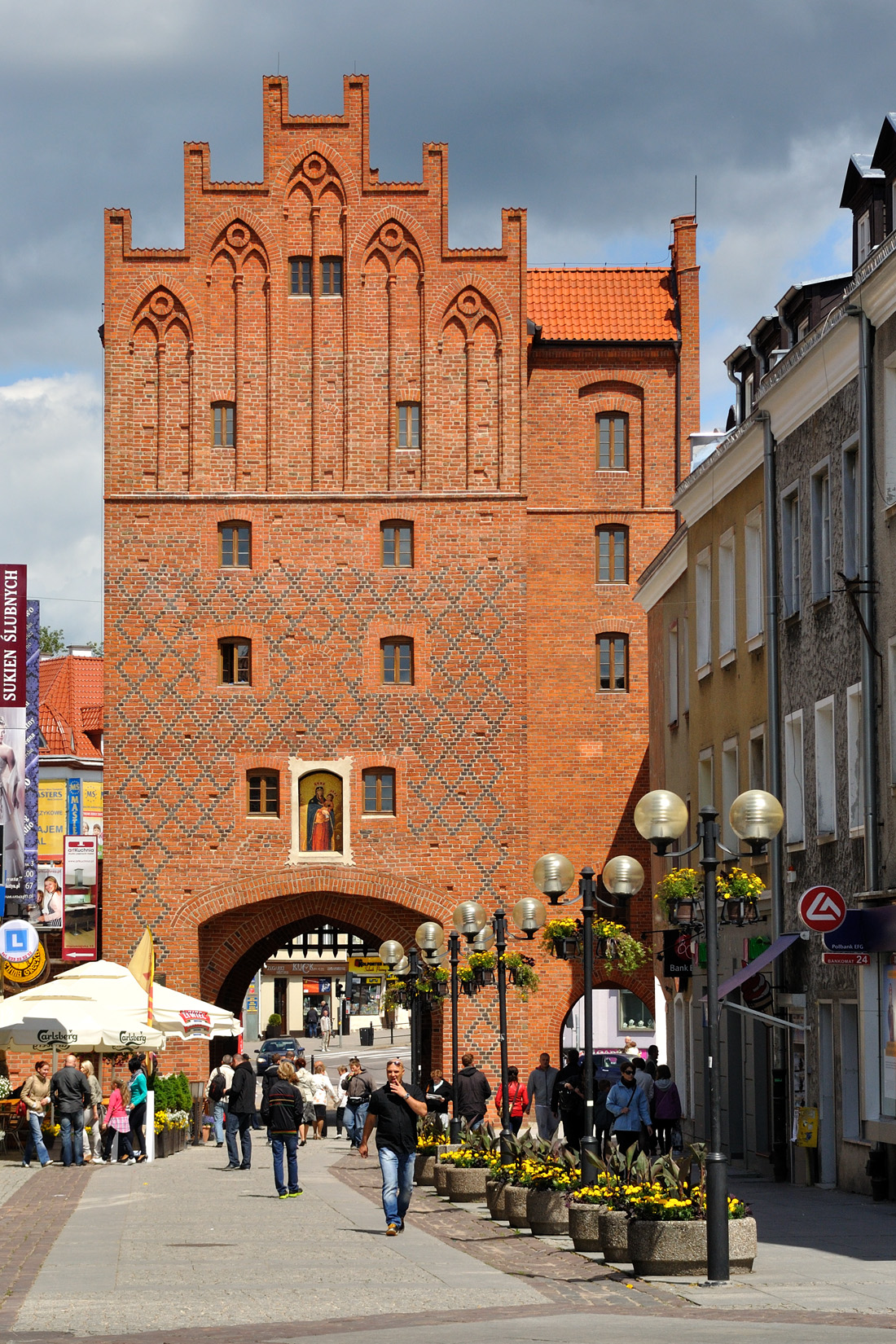
オルシュティン（アレンシュタイン）旧市街

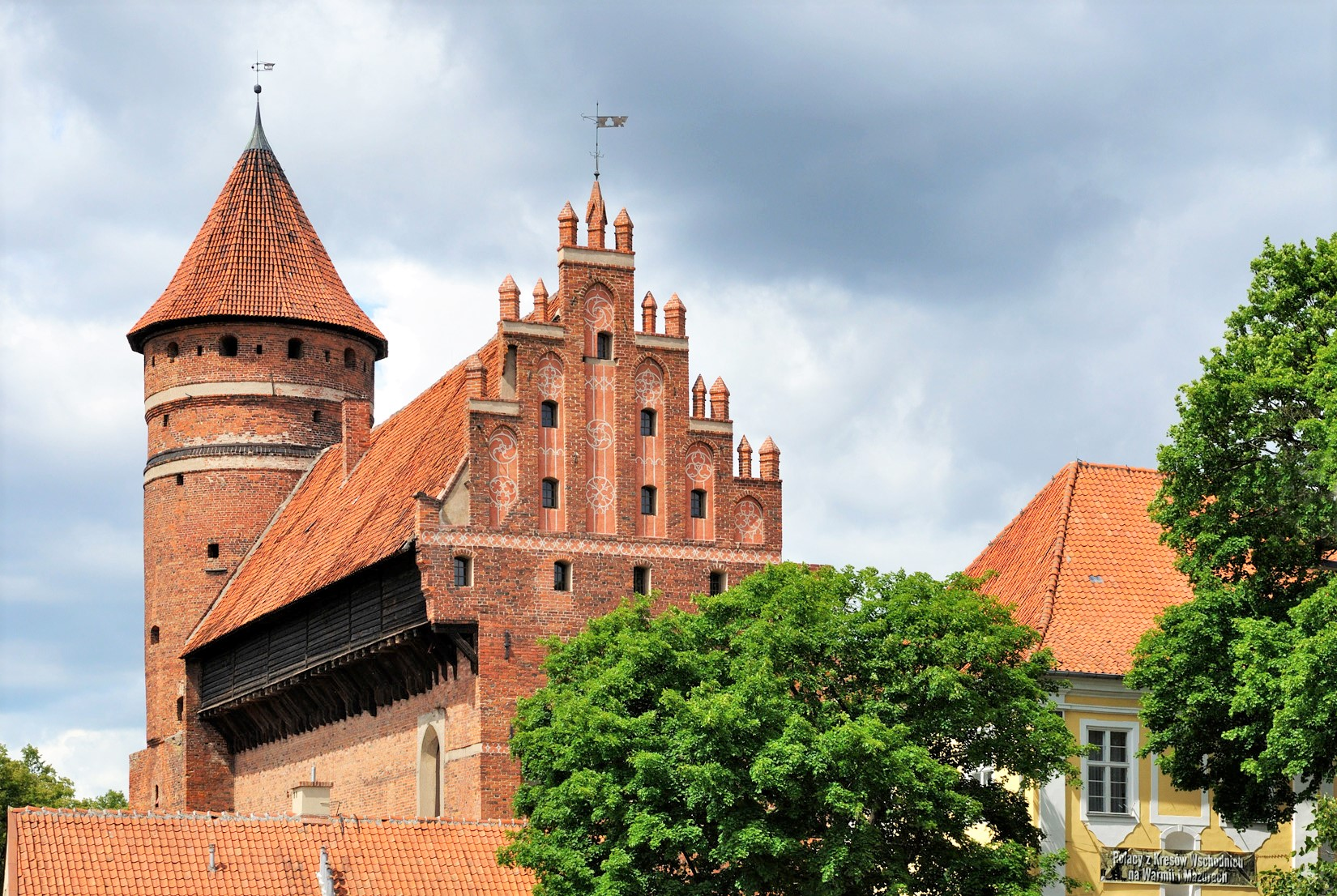
オルシュティン（アレンシュタイン）
「ドイツ騎士団のアレンシュタイン城」

ナチス政権以前から、東プロイセン南部のマズーリアではプロシア語由来の地名のドイツ語化が進められていたが、ナチ党の権力掌握により国家社会主義の時代になると、シュレジエンやラウジッツ同様、先住民の言葉の響きの残る非ゲルマン的な地名の純ゲルマン語化が組織的に進められた。1938年7月16日には、東プロイセン州総督・大管区指導者エーリヒ・コッホにより、東プロイセンのプロシア語やリトアニア語に由来する地名の改名が指示された。ピルカーレン（現ドブロヴォルスク）は「城の丘」という意味であったことから、ドイツ語に直訳されシュロスベルクに変えられ、ラズデーネン（現クラスノズナメンスク）は「ヘーゼルナッツ」を意味する原名からハーゼルベルクと改名された。シュタルペーネン（現ネステロフ）は原名と無関係なエーベンローデに改められた。
ナチス・ドイツは旧東部領土の回復をポーランド侵略の口実とした。ナチスは東プロイセンへの陸上路であるポーランド回廊の割譲（及び両国間で長年続く領土問題の解決、ソ連侵略後の獲得ソ連領土分配率、両国の少数民族、ソ連影響下国家とならない）に関しポーランド側は拒否し、交渉は決裂した。ソ連もヒトラーの要求を拒否した。1939年、ナチス・ドイツは旧ドイツ帝国領の北辺の地で、一旦国際管理地域となり後に隣国リトアニア領になっていたメーメル地方を東プロイセンに併合した。同年、ポーランドがポーランド回廊の割譲要求に応じないことを名目に宣戦布告のないままポーランドに侵攻した。この際に東プロイセンはドイツ軍の出撃基地となった。ポーランド侵攻の結果、ドイツは西プロイセンを実効支配し、東プロイセンは再びドイツ本土と地続きになった。東プロイセンを含むすべてのナチス・ドイツ占領地域に住んでいたナチス・ドイツの法令でポーランド人と認定された者はポーランド総督府に移住した。独ソ戦開始とともに東プロイセンのラステンブルク郊外に「総統大本営」が置かれ、ヒトラーは東部戦線に近いここから軍隊を指揮した。ベルリンへ向かうソ連赤軍が東プロイセン攻勢を行った1945年1月から4月の間に、東プロイセンの住民260万人（1939年時点）のうち200万人以上がドイツ西部に逃れ（en:Evacuation of East Prussia）、残った人々も戦後シベリアに送られ、ドイツ人追放が行なわれた。

### 東プロイセン分割
第二次世界大戦後、ケーニヒスベルク（カリーニングラードと改称）を含む北半分のほとんどはロシア・ソビエト連邦社会主義共和国（カリーニングラード州）に、メーメル地区はリトアニア・ソビエト社会主義共和国（クライペダ郡）に、南半分はポーランド（ヴァルミア＝マズールィ県）に分割併合され、東プロイセンという地名は消滅した。

## 現在
旧東プロイセンの主要都市は第二次世界大戦でほとんどが激しく破壊されたが、その後の経緯はソ連側とポーランド側で大きく異なる。

### ソ連（ロシア）側

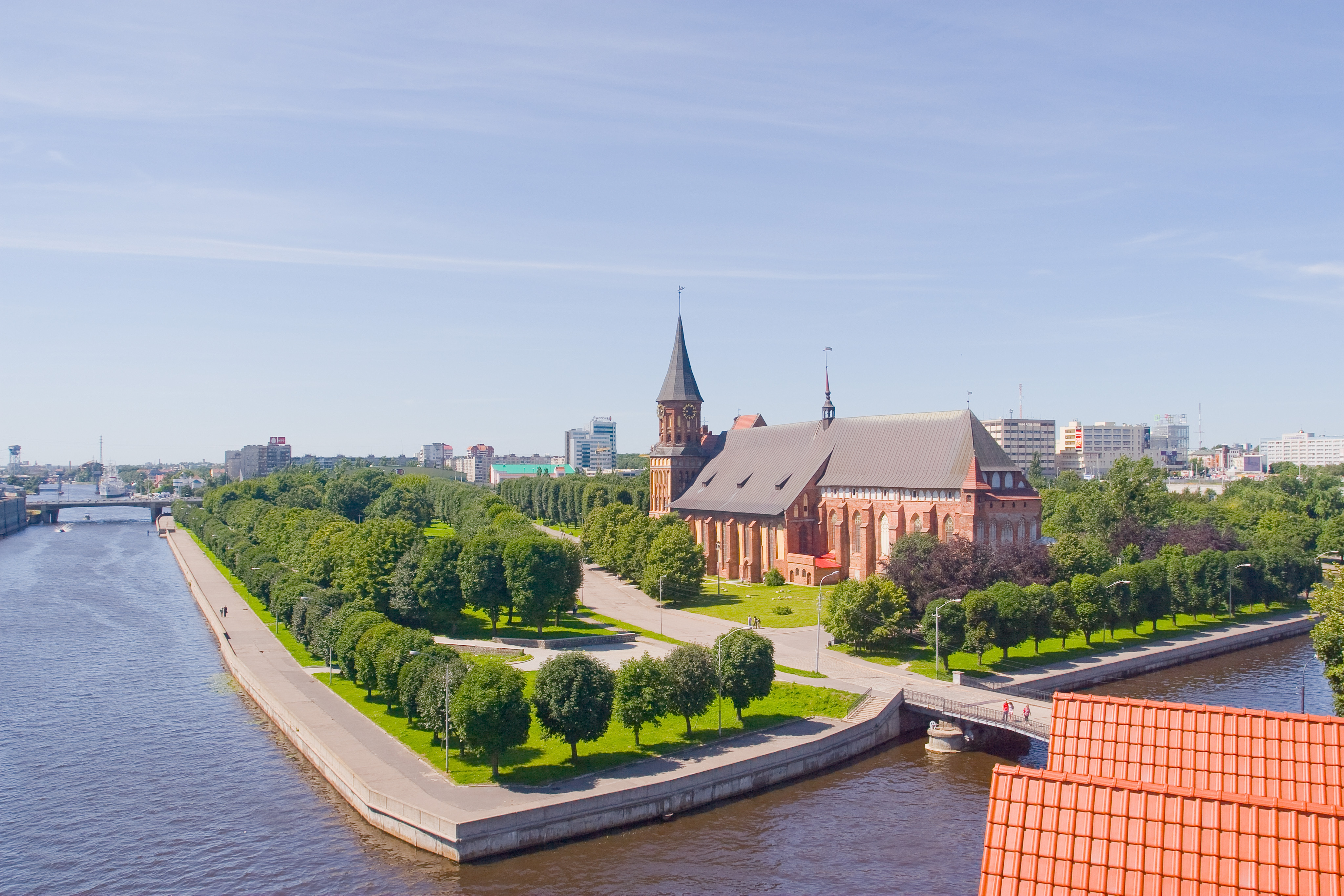
カリーニングラード大聖堂（ケーニヒスベルク大聖堂を最近再建したもの）

カリーニングラード州の諸都市はソ連の政策によりファシストや帝国主義者の遺物だとされ、ケーニヒスベルク城をはじめとして多くの歴史的建造物が破壊され撤去されてしまった。
カリーニングラード州はロシア・ソビエト連邦社会主義共和国に編入され、ソビエト連邦の崩壊後もロシア連邦に属しているが、ベラルーシとバルト三国の独立によりロシア本土から切り離され飛び地となっている。カリーニングラード州は1990年代終わりごろからロシア連邦随一の産業地帯として繁栄している。近年は、ケーニヒスベルク大聖堂などといった一部の歴史的建造物の再建が少しずつ行われている。

### ポーランド側
ポーランド側は、EUの歴史遺産保護の援助を受け再建し中世の姿を取り戻している。
戦後の混乱の中で追放されなかった少数のバルト・ドイツ人やドイツ人もまた共産主義のソ連とポーランドによる支配下では、強制的なソ連化によりドイツ人としてのアイデンティティを放棄し、領地や資産は全て没収された。ドイツに移住した人々の一部は故郷追放者連盟を組織している。現在もポーランド政府は、没収した個人の資産や土地の返却及び賠償において拒否を続け、ドイツとポーランド両国間の問題となっている。